# 邱俊憲
邱俊憲（1982年2月26日—），中華民國民主進步黨籍政治人物，出生於高雄仁武，現任高雄市議會第五選區（仁武區）議員。2017年11月11日，邱俊憲與女友結婚。